# 前田隆禮
前田 隆禮（日語：まえだ たかのり、1848年8月30日—1905年3月26日）為日本陸軍軍人。最終階級為陸軍中將。幼名、正人。

## 生平
十津川鄉士・前田利一的長男。加入天誅組、戊辰戰爭從軍後，1868年、成為伏見練兵場嚮導官。歷經半隊司令、第1中隊司令等職。其時職階准二等士官、相當於中尉職務，後晉升准大尉職務。1872年、任官陸軍中尉。1874年2月、參與征討佐賀之亂，接著台灣出兵參與征戰。任過陸軍戶山學校付。1877年3月至10月，參與西南戰爭。
歷任東京憲兵隊第2大隊長、步兵第8連隊大隊長、同連隊長等職。參與甲午战争，其時擔任步兵第48連隊長。1899年9月、進級陸軍少將。歷任步兵第18旅團長、台灣守備混成第2旅團長等職。擔任步兵第22旅團長時，參與日俄戰爭。1905年3月、奉天会战負傷，之後因戰傷逝世。進級陸軍中將。
依其生前功績，1907年10月、嗣子前田勇被追贈為男爵。

## 親族
- 養嗣子 前田勇（陸軍大佐）